# PARD6A
PARD6A (англ. Par-6 family cell polarity regulator alpha) – білок, який кодується однойменним геном, розташованим у людей на короткому плечі 16-ї хромосоми. Довжина поліпептидного ланцюга білка становить 346 амінокислот, а молекулярна маса — 37 388.
| 10         |  | 20         |  | 30         |  | 40         |  | 50         |
| ---------- |  | ---------- |  | ---------- |  | ---------- |  | ---------- |
| MARPQRTPAR |  | SPDSIVEVKS |  | KFDAEFRRFA |  | LPRASVSGFQ |  | EFSRLLRAVH |
| QIPGLDVLLG |  | YTDAHGDLLP |  | LTNDDSLHRA |  | LASGPPPLRL |  | LVQKRAEADS |
| SGLAFASNSL |  | QRRKKGLLLR |  | PVAPLRTRPP |  | LLISLPQDFR |  | QVSSVIDVDL |
| LPETHRRVRL |  | HKHGSDRPLG |  | FYIRDGMSVR |  | VAPQGLERVP |  | GIFISRLVRG |
| GLAESTGLLA |  | VSDEILEVNG |  | IEVAGKTLDQ |  | VTDMMVANSH |  | NLIVTVKPAN |
| QRNNVVRGAS |  | GRLTGPPSAG |  | PGPAEPDSDD |  | DSSDLVIENR |  | QPPSSNGLSQ |
| GPPCWDLHPG |  | CRHPGTRSSL |  | PSLDDQEQAS |  | SGWGSRIRGD |  | GSGFSL     |

A: Аланін

C: Цистеїн

D: Аспарагінова кислота

E: Глутамінова кислота

F: Фенілаланін

G: Гліцин

H: Гістидин

I: Ізолейцин

K: Лізин

L: Лейцин

M: Метіонін

N: Аспарагін

P: Пролін

Q: Глутамін

R: Аргінін

S: Серин

T: Треонін

V: Валін

W: Триптофан

Кодований геном білок за функцією належить до фосфопротеїнів. 
Задіяний у таких біологічних процесах, як клітинний цикл, поділ клітини, альтернативний сплайсинг. 
Локалізований у клітинній мембрані, цитоплазмі, цитоскелеті, мембрані, клітинних контактах, клітинних відростках, щільних контактах.